# Wertewort
Als Wertewort bezeichnet man einen Ausdruck, der von einem festgelegten Standpunkt aus Wertungen über die Qualität und Beschaffenheit eines Phänomens erlauben soll. Insbesondere jenige Wertewörter, die sich auf die klassischen Untersuchungsgegenstände der Geisteswissenschaften beziehen. Wertewörter und ihre Propositionen werden innerhalb der Linguistik bevorzugt mithilfe der Semantik oder Wortfeld-Analyse beschrieben, wobei jedoch die Frage nach der Subjektivität oder Objektivität der postulierten Eigenschaften ungeklärt bleibt. Innerhalb der Geschichte der Wissenschaft ist diese Thematik viel und heftig diskutiert worden wie beispielsweise im Positivismusstreit oder im späteren Werturteilsstreit. Ein einleuchtendes, positivistisches und empirisches vergleichbares Wertemodell wurde jedoch erst 1992 mit der Metatheorie der Qualität von R. M. Pirsig eingeführt; alle anderen Theorien beinhalten in ihrer Grundsatzlegung i. d. R. normative Definitionen und Anfangsüberlegungen, von denen ausgehend weitere Werteurteile logisch abgeleitet wurden.

## Geschichte
Innerhalb der Wissenschaftsgeschichte kann die Wertediskussion auf eine umfassende Chronologie zurückblicken, die lange und heftige Auseinandersetzungen über Eigenschaften und Wesen der Werte zeigen:
- Da sich Wertsätze nicht empirisch verifizieren lassen, hielt Wittgenstein sie für sinnlos.
- Nach Nozick haben sie keine kausale Kraft, da sie, um ins Leben zu treten, unserer Wahl bedürfen.
- Heidegger lehnte Werteerklärungen aus ethischen Gründen ab (Werten ist Richten und Verengen).
- Nietzsche sah in Werten die ‚Sargnägel der Vernunft’.
- Habermas beschrieb Werte als ritualisierte Übereinkünfte.
- Scheler sah Werte als Eigenschaften von Objekten an.
- Für Hume hingegen gibt es so etwas wie Objekte außerhalb der Sinne überhaupt nicht: Jede Materie sei ein deduktiv aus Sinneserfahrung gebildeter Gedanke. Werte seien daher subjektiv.
- Hartmann erklärte, dass „es ein an sich bestehendes Reich der Werte“ gebe; Wertedifferenzen gebe es hingegen nur, weil einige zu unsensibel für dieses „Reich“ seien.
- Moore resignierte, „dass gut gut ist, und damit ist die Sache erledigt.“

Die Analyse von Werten fällt zudem gemäß dem Selbstverständnis der Wissenschaft nicht in ihren Zuständigkeitsbereich. Deutlich wird dies an den Definitionen, mit denen Wissenschaft sich selbst beschreibt: „Hauptziel der W. ist die rationale, nachvollziehbare Erkenntnis der Zusammenhänge, Abläufe, Ursachen und Gesetzmäßigkeiten der natürlichen wie der historischen und kulturell geschaffenen Wirklichkeit […]  Als Hauptmerkmal der Wissenschaft wird (außer im Marxismus) eine von Wertungen, Gefühlen und äußeren Bestimmungsmomenten freie, auf Sachbezogenheit gründende Objektivität angesehen, welche neben dem methodischen Konsens die Verallgemeinerungsfähigkeit und allgemeine Nachprüfbarkeit wissenschaftlicher Aussagen begründet.“  Die selbstverordnete Wertfreiheit schafft damit die paradoxe Situation, innerhalb der Wissenschaft Wertesysteme wertfrei beschreiben zu sollen. Praktisch wird dieses Paradigma gelöst durch eine Ich-distanzierte Darstellungsform in wissenschaftlichen Arbeiten und dem stilistischen Rückzug auf nur solche, allgemein akzeptierte Werteworte, die als kulturelles Gemeingut Autor und Leser innerhalb der Wertegemeinschaft vereinen und somit über den unausgesprochenen Wertungskonsens die Definition von Wertewörtern erübrigen.

## Metatheorie der Qualität nach Pirsig
Anders als üblich geht Robert M. Pirsig in seiner Theorie nicht davon aus, dass Wertewörter einem gemeinsamen Ordnungsprinzip gehorchen. Die Rolle und Eignung der Wissenschaft bei der Erstellung und Erforschung von Wertemaßstäben versucht Pirsig zu klären, indem er die metaphysische Theoriebasis hinterfragt, auf deren Grundlage u. a. der Positivismus-Streit geführt wurde. Pirsig unterteilt die Phänomene der Welt in vier eigenständige Evolutionsstufen, die jeweils eine ihnen inhärente Moral verfolgen:
1. anorganisch (d. h. leblose Materie im Sinne von Atomen und Molekülen)
2. biologisch (d. h. lebende Formen, die sich den Ordnungs- bzw. Naturgesetzen der Materie zu entziehen versuchen)
3. sozial (d. h. Formen des Zusammenlebens von Lebewesen, wobei sich dieses Zusammenleben nur durch das teilweise und auch gewaltsame Ausmerzen biologischer Ordnungsgesetze durchsetzen lässt)
4. geistig (d. h. alle gedanklichen Systeme, insbesondere die Wissenschaft (Forschung und Lehre), aber auch Literatur, Religion und alle anderen Ausdrucksformen geistiger Tätigkeit)

Pirsig beschreibt den Nutzen der Einteilung der Welt in anorganische, organische, soziale und geistige Wertesysteme so: „Diese Klassifikation ist nicht sehr originell, aber die Metaphysik der Qualität lässt uns eine Aussage über sie treffen, die ungewöhnlich ist. Sie besagt, dass die vier Systeme  nicht miteinander verbunden sind. Sie stehen für sich allein. Sie haben wenig miteinander zu tun. Obgleich jede höhere Stufe auf einer tieferen aufbaut, ist sie keine Fortführung der tieferen. Im Gegenteil: Die höhere Stufe steht oft im Widerspruch zur tieferen, beherrscht sie, beeinflusst sie, wo immer möglich, um ihre eigenen Ziele zu verfolgen. Diese Beobachtung ist in einer substanzorientierten Metaphysik unmöglich, in der alles auf die Materie zurückgeführt wird. Aber hier sind Atome und Moleküle nur eine von vier Stufen statischer Qualitätsstrukturen, und es gibt keine geistige Notwendigkeit, dass eine Stufe die anderen drei beherrscht.“
Nach Pirsig ist jede dieser vier Stufen autark und eigennützig und versucht rücksichtslos, ihre eigenen Moralprinzipien durchzusetzen. Die Feststellung, dass jede der Evolutionsstufen vor allem die ihr untergebene Stufe zur Verfolgung eigener Zwecke manipuliere, deutet auf das Konfliktpotential hin, das sich aus den Überschneidungsbereichen der Stufen ergibt. So bedeuten vier Stufen b3 + 2 + 1 = 6 Konfliktbereiche, in denen einander widersprechende Wertestrukturen miteinander kollidieren.

### Biologische Moral
Biologische Moral besteht im Programm der Variation und Selektion von Anatomien, bei der jedwede Form begünstigt wird, die einen Vorteil beim Konkurrieren um nur bedingt verfügbare Ressourcen verschafft. Bedingte Ressourcen sind Sexualpartner und Fortpflanzungsgelegenheiten, Lebensräume und Reviere sowie Nahrung und Äquivalente zur Sicherung dieser maslowschen Grundbedürfnisse. Das egoistisch anmutende Phänomen der Konkurrenzverdrängung favorisiert ausschließlich den Bestangepassten in seiner Eigenschaft als Gattungsvertreter, der seine evolutive Vorrechtsstellung als das ‚Recht des Stärkeren’ durchsetzen und dem Überlebenserfolg der Gattung dienen soll. Der Blick auf den Evolutionsstammbaum verdeutlicht, wie überaus erfolgreich und diversifiziert diese biologischen Strategien bei der Entwicklung der Anatomien eingesetzt wurden und werden.

### Soziale Moral
Das Auftreten von Zusammenschlüssen mehrerer Individuen zu Gruppen ermöglicht, wie beim Übergang von den Proto- zu den Metazoen, eine aufgabenteilende Spezialisierung und Binnendifferenzierung der Kolonie, die der Lebensgemeinschaft erhebliche Synergieeffekte verschafft. Durch das anteilige Arbeiten an gemeinsamen Aufgaben (Task-Force) entstehen Spezialisierungen und Zuständigkeiten hinsichtlich Nahrungsbeschaffung (Jagd), Brutpflege oder Verteidigung. Soziale Verbände treten evolutionschronologisch erst spät auf, prägen inzwischen jedoch in allen Bereichen (Insekten: Ameisen, Bienen / Reptilien: Vögel / Säuger: Menschen, Tierherden / Fische und Weichtiere als Lebensverbände) das gesellschaftliche Koexistieren zwecks gegenseitigen Nutzens. Soziale Strukturen sind umso funktionsfähiger und belastbarer, je mehr der Einzelne durch den Anschluss an die Gruppe profitiert.
Eine Gemeinschaft fordert einem Individuum gänzlich andere Verhaltensweisen gegenüber seinen Gruppenmitgliedern ab als seine biologischen Wertstrukturen dies vorsehen. Egoismus und Konkurrenzkämpfe (zer)stören die soziale Gemeinschaft und ihre Funktionalität, so dass die Gemeinschaft gegen diese Tendenzen Maßnahmen zur Restriktion ergreifen muss. Verbindliche Verhaltenskodizes und die mit ihnen einhergehenden Erziehungs- und den disziplinarischen Maßnahmen sind im Tierreich ebenso vorhanden wie in den Lob-und-Strafe-Konditionierungen des Individuums im menschlichen Lebensraum, zu dessen Institutionen auch Schulen, Gesetze, Polizei und Gefängnisse gehören. Das Einbalancieren des Individuums per Anerkennung und Zuwendung einerseits sowie (mitunter existenzbedrohlicher) Ausgrenzung und Bestrafung andererseits verleitet das Individuum dazu, soziale Werte höher zu gewichten als biologische Werte.
Biologische Werteprogramme wie den Konkurrenzkampf erlaubt die Gesellschaft nur in den gemäßigten Formen der gesellschaftlich akzeptierten Wettkämpfe und Engpass-Spiele (also alle Spiele, bei denen gewetteifert wird) oder dann, wenn die Gruppeninteressen gegen andere Gruppen durchgesetzt werden sollen.

### Geistige Moral
Nicht zuletzt sind auch die Inhalte der wissenschaftlichen Lehre statische Strukturen, die als Lehrbücher in Bibliotheken abgelegt werden und das Erkundete davor schützen, wieder in Vergessenheit zu geraten. Wie bei den anderen Evolutionsstufen auch bestehen diese statischen Strukturen aber nicht aus sich selbst heraus, sondern sind das Resultat dynamischer Bestrebungen, den bisherigen Wissensstand zu präzisieren und zu erweitern. Wissenschaft ist auf Falsifikation und Erweiterung angelegt und damit überaus dynamisch, was ihr gegenüber den unbeweglichen Programmen der statischen Dogmen und Religionen entscheidende Vorteile verschaffte und die Säkularisierung der europäischen Kultur in der Aufklärung verursachte. Wissenschaft besteht neben den statischen Strukturen aber vor allem im dynamischen Prinzip der Beobachtung und Hypothesenbildung.
Geistige Wertstrukturen sind geprägt vom freiheitlichen Ideal, zu allen Bereichen und Themen kritische Fragen und Überlegungen anstellen zu dürfen. Dazu gehört auch die Rede-, Presse- und Meinungsfreiheit, die dem Geist erlaubt, sich über die Beschaffenheit der Welt sogar dann zu äußern, wenn die Aussagen allgemein anerkannte ideologische, politische oder sittliche Standpunkte angreift oder mit gesellschaftlichen Redetabus kollidiert.
Demokratie ist eine geistige Struktur, die es ermöglicht, die Entwicklungsrichtung einer Gesellschaft auf der Grundlage einer Idee oder Auffassung über anzustrebende Sollwerte zu verändern. Gesetzgebung und Verfassungsgerichte fällen begründete Urteile und Richtlinien, um bestehende Regelungen zu verändern, zu schaffen oder zu verwerfen. Neue Erkenntnisse, die vor allem aus der Wissenschaft gewonnen werden, schlagen sich in veränderten Sichtweisen einer Gesellschaft zu einem bestimmten Sachverhalt nieder. Ein eindrucksvolles Beispiel ist die Veröffentlichung der mit Margaret Meads „Coming of age in Samoa“ initiierten Dokumentationen über die freie Sexualität und Promiskuität bei Südseeischen Kulturen wie Samoa oder Trobriand. Diese Fachtexte stießen auch in der Bevölkerung auf größtes Interesse und erreichten Bestsellerauflagen, indem sie zur argumentativen Rechtfertigung einer neuen, freizügigeren Sexualität funktionalisiert wurden: Diese Bücher waren anthropologische Fachwerke, aber es waren auch politische Traktate, die den Umbruch von gesellschaftlicher zu geistiger Vorherrschaft begleiteten. Jetzt konnte man folgendermaßen argumentieren: „Wenn uns wissenschaftlich bewiesen wird, dass die Leute in Samoa sexuelle Freiheiten haben können, ohne jemandem zu schaden, beweist das, dass auch wir sexuelle Freiheiten haben können, ohne jemandem zu schaden. Wir müssen nur unseren Verstand gebrauchen, um zu sehen, was recht und was unrecht ist, anstatt blind unseren alten Sittengesetzen zu folgen.“  Die Notwendigkeit, für das eigene Handeln vernünftige Beweggründe angeben zu müssen, gehört in aufgeklärten Kulturen selbstverständlich zum wissenschaftlichen Standardprogramm. Die Frage nach den ursächlichen Motiven eines Verhaltens, also den Begründungen für Verhalten, ist heute essentieller Bestandteil pädagogischen Verhaltens, aber auch generell wird ein nicht begründbares Verhalten außerhalb der sittlichen Normalität einer Gesellschaft als Indiz für fehlerhafte Geisteszustände („Verrücktheit“) erklärt.

### Dynamische Moral/dynamische Qualität
Neben den etablierten Strukturen formuliert Pirsig einen fortwährend bestehenden Einfluss, der die Modifikation der statischen Strukturen vornimmt. Für diesen Mechanismus sei keine Regel erkennbar, dem dieser Mechanismus folgt; vielmehr sei die Arbeitsweise der dynamischen Qualität darauf ausgelegt, jedweden bestehenden Zwang zu unterwandern und zu umgehen. Pirsig leitet aus dieser Beobachtung, die an allen vier moralischen Subsystemen gemacht werden kann, die allgemeine Formulierung ab, dass Moral darin besteht, dem Leben Entfaltungsmöglichkeiten zu verschaffen.

## Skalierung der Wertewörter

### Biologische Stufe
- Sexualität: Sex, Lust, Leidenschaft, Sinnlichkeit, Erotik, Schönheit, Anmutigkeit, Eleganz, Unbeflecktheit, Jungfräulichkeit, Begehren, Gier // Antonym: Prüderie, Frigidität, Hässlichkeit; Verdorbenheit, Vergewaltigung
- Konkurrenzkampf: Stärke, Mut, Durchsetzungsvermögen, Erfolg, Sieg, Macht, Krieg, Kraft, „Feld der Ehre“, Neid, Aggressivität, Vitalität, Lebendig-keit, Gesundheit, Unversehrtheit, Schmerz, Häme/Hämisch // Schwäche, Furcht, Angst, verlieren, unterliegen, (kampflos) Nachgeben, Ducken, Fortlaufen, Mattigkeit, Krankheit, Tod, Sterben, Bluten, Siechen, Verwundung
- Ressourcen: Nahrung, Raum, Heimat, Zuhause, Köstlich, labend, kuschelig, duftig, behaglich, gemütlich, beschwerlich // dürsten, hungern, heimatlos sein
- Hygiene: Reinlich, Sauber, Unbefleckt // Symboliken und Ausdrücke für Körperreststoffe (Exkremente, Flüssigkeiten wie Blut, Schleim), Krankheiten, Gerüche, Verschmutzungen.

### Soziale Stufe
- Rangordnung /-status: Ruhm, Ehre, statusanzeigende Titel (König, Diener, Sir,  Prinz, Professor, Kommerzienrat, Aristokrat, …), Würde // entwertende Substantive (Lump, Bube, Nichtsnutz, …)
- Sozialisationsgrad: Pflicht, Sittenmoral, Anstand, Vorbildlichkeit Manieren, Treue, Redlichkeit, Fleiß, Tradition, Verdienst, Biederlichkeit // Falschheit Verdorbenheit, Scham, Sünde, Unsitte, Lüge, Verwerflichkeit, Verlegenheit
- Soziabilisierung: Mitgefühl, Gnade, Barmherzigkeit, Verständnis, Vergebung

### Geistige Stufe
- Denkfähigkeit: Vernunft, Klugheit,  Rationalität, Einfalls- und Ideenreichtum //  Naivität, Unbekümmertheit, Dummheit, Narrheit, Irrigkeit, Intrige
- Geistige Disposition: missmutig, mürrisch, kritisch, zweifelnd, religiös, konservativ, sozialistisch, materialistisch

### Dynamische Qualität
- Kreativität, Liebe, Humor, Gnade, Geduld